# Державний комітет із планового дітонародження
Державний комітет із планового дітонародження КНР (кит. спр. 国家人口和计划生育委员会, піньїнь: Guójiā Rénkǒu Hé Jìhuà Shēngyù Wěiyuánhuì пиньинь Guójiā Rénkǒu Hé Jìhuà Shēngyù Wěiyuánhuì) — орган виконавчої влади КНР, відповідальний за проведення національної демографічної політики з 1980-х до 2010-х, зокрема реалізації установки «одна сім'я — одна дитина».

## Історія
Створений у 1981, у 2003 перейменований на Державний комітет з народонаселення та планового дітонародження.
У березні 2013, на 1-й сесії Всекитайських зборів народних представників 12-го скликання було об'єднано з міністерством охорони здоров'я до Державного комітету у справах охорони здоров'я та планового дітонародження.
Комітетом керував міністр, у якого було чотири заступники.

## Керівники
| № | Міністр              | Вступ на посаду | Відхід з посади |
| - | -------------------- | --------------- | --------------- |
| 1 | Чень Мухуа           | березень 1981   | квітень 1982    |
| 2 | Цянь Сіньчжун        | квітень 1982    | грудень 1983    |
| 3 | Ван Вей (王伟)       | грудень 1983    | січень 1988     |
| 4 | Пен Пейюнь           | січень 1988     | березень 1998   |
| 5 | Чжан Вейцин (张维庆) | березень 1998   | березень 2008   |
| 6 | Лі Бінь              | березень 2008   | грудень 2011    |
| 7 | Ван Ся (王俠)        | грудень 2011    | 16 березня 2013 |